# Hayato Otani
Hayato Otani (大谷 駿斗 Otani Hayato?, Ishikawa, 17 de enero de 1997) es un futbolista japonés que juega como delantero en el Zweigen Kanazawa.

## Trayectoria

### Clubes
| Club             | País  | Año       |
| ---------------- | ----- | --------- |
| Kataller Toyama  | Japón | 2018-2020 |
| Zweigen Kanazawa | Japón | 2021-     |